# Монте-Кристо (фильм, 1922)
«Монте-Кристо» (англ. Monte Cristo) — немой фильм режиссёра Эмметта Флинна, снятый в 1922 году. Экранизация романа Александра Дюма «Граф Монте-Кристо». Долгое время фильм считался утраченным.

## В ролях
- Джон Гилберт — Эдмон Дантес / граф Монте-Кристо
- Эстель Тейлор — Мерседес / графиня де Морсер
- Роберт МакКим — де Вильфор
- Ральф Клонинджер — Фернан / граф де Морсер
- Альберт Приско — барон Данглар
- Уильям Монг — Кадрусс
- Споттисвуд Эйткен — аббат Фариа
- Рене Адоре — Эжени Данглар
- Гастон Гласс — Альбер де Морсер
- Вирджиния Браун Фэйр — Гайде, арабская принцесса
- Джордж Сигманн — Луиджи Вампа
- Фрэнсис МакДональд — Бенедетто